# کراوخنویس
کراوخنویس (به آلمانی: Krauchenwies) یک شهر در آلمان است که در Sigmaringen واقع شده‌است. کراوخنویس ۵٬۰۵۵ نفر جمعیت دارد.